# Campeonato de España de Ciclismo en Ruta 2005

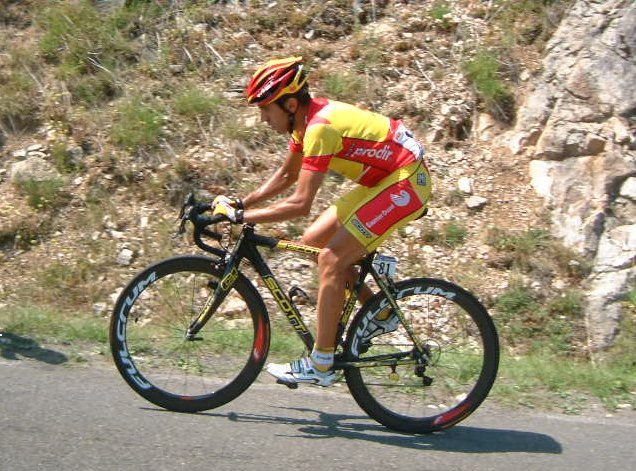
Juan Manuel Gárate campeón en 2005.

El CIV Campeonato de España de Ciclismo en Ruta se celebró el 26 de junio de 2005 en Murcia sobre 231,3 km. Finalizaron la prueba 60 ciclistas.
El recorrido de la prueba, fue desde su salida en la avenida Juan Carlos I en Murcia, la subida a Altorreal por la carretera Espinardo-Altorreal, el punto más alto de la carrera, dentro de Altorreal por la avenida Reino de Murcia, plaza de la Huertana, avenida del Golf, carretera del chorrico, y la bajada por la autovía A-30 hasta la ciudad de Murcia nuevamente, por la avenida Juan de Borbón, ronda de Levante, plaza Circular y nuevamente la avenida Juan Carlos I. El recorrido se realizó 9 veces durante toda la prueba, sin más complicaciones salvo algunas caídas de ciclistas que obligaron a su abandono en Altorreal en las inmediaciones de la plaza de la huertana a causa de las curvas tan cerradas.
El ganador de la prueba fue Juan Manuel Gárate, que consiguió el Campeonato de España de Ciclismo en Ruta por primera vez, ganando al sprint a su compañero de fuga Francisco Mancebo. Por detrás, en tercera posición, acabó Jordi Berenguer, encabezando a un grupo de tres ciclistas.
Se dio la circunstancia que el Campeonato de España de 2006 fue suspendido así que Juan Manuel Gárate portó el maillot rojigualda durante dos años seguidos.

## Clasificación
| \| 1. \| \| Juan Manuel Gárate \| Saunier Duval \| 5h 55' 27" \| \| 2. \| \| Francisco Mancebo \| Illes Balears-Caisse d'Epargne \| m.t. \| \| 3. \| \| Jordi Berenguer \| Catalunya-Ángel Mir \| + 18" \| \| 4. \| \| Koldo Gil \| Liberty Seguros-Würth \| m.t. \| \| 5. \| \| Sergio Domínguez \| Spiuk \| m.t. \| \| 6. \| \| Adolfo García Quesada \| Kelme \| + 31" \| \| 7. \| \| Joaquim Rodríguez \| Saunier Duval \| m.t. \| \| 8. \| \| Alejandro Valverde \| Illes Balears-Caisse d'Epargne \| + 37" \| \| 9. \| \| Ángel Edo \| Saunier Duval \| m.t. \| \| 10. \| \| Miguel Ángel Martín Perdiguero \| Phonak \| m.t. \| |  |                                |                                |            |
| 1. |  | Juan Manuel Gárate             | Saunier Duval                  | 5h 55' 27" |
| 2. |  | Francisco Mancebo              | Illes Balears-Caisse d'Epargne | m.t.       |
| 3. |  | Jordi Berenguer                | Catalunya-Ángel Mir            | + 18"      |
| 4. |  | Koldo Gil                      | Liberty Seguros-Würth          | m.t.       |
| 5. |  | Sergio Domínguez               | Spiuk                          | m.t.       |
| 6. |  | Adolfo García Quesada          | Kelme                          | + 31"      |
| 7. |  | Joaquim Rodríguez              | Saunier Duval                  | m.t.       |
| 8. |  | Alejandro Valverde             | Illes Balears-Caisse d'Epargne | + 37"      |
| 9. |  | Ángel Edo                      | Saunier Duval                  | m.t.       |
| 10. |  | Miguel Ángel Martín Perdiguero | Phonak                         | m.t.       |